# Obytný soubor Lainz

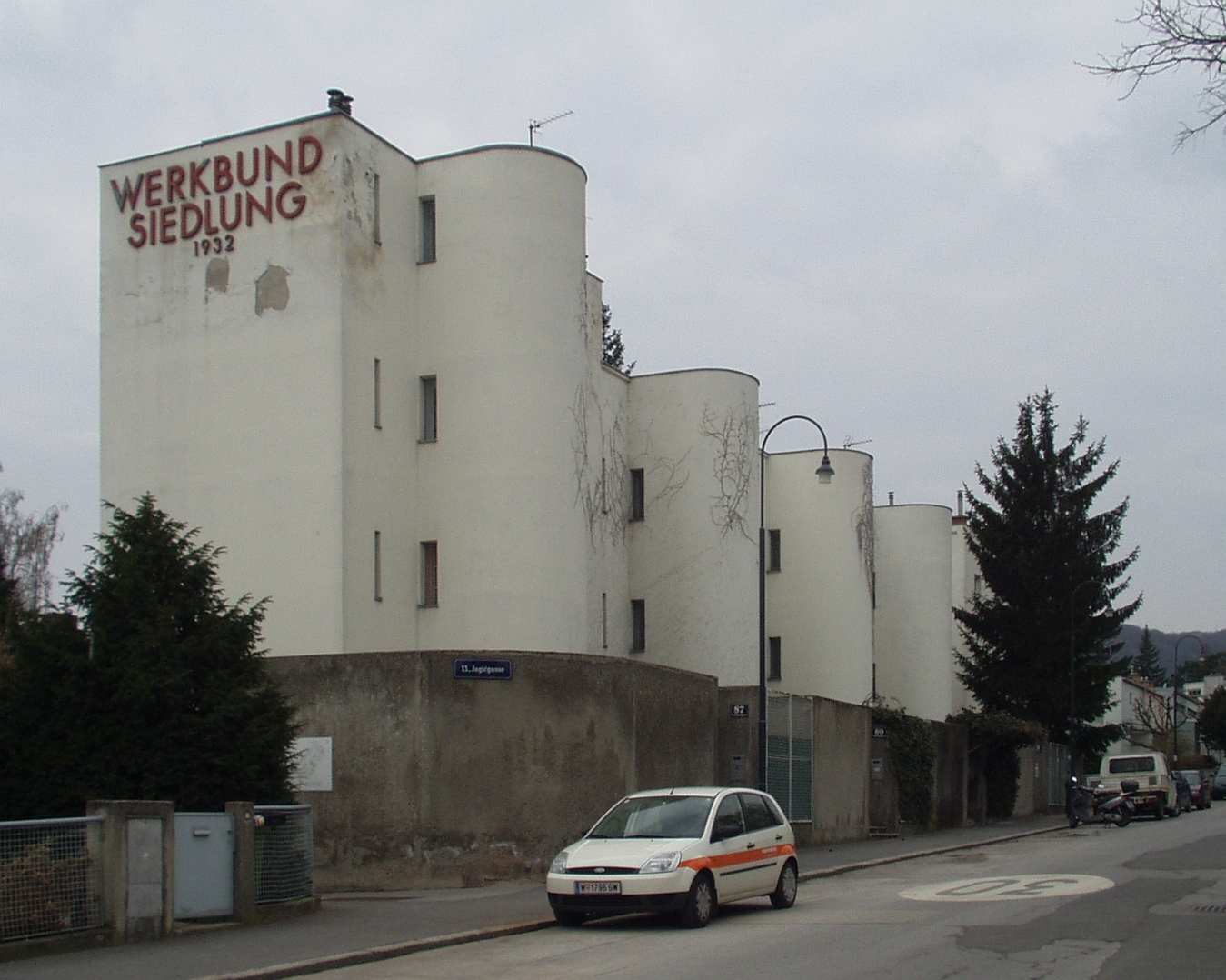
Obrázek budovy Lurcat (č. 25-28)

Obytný soubor čtvrti Lainz ve Vídni je jedna z 6 výstav nového konceptu bydlení Werkbundu (Svaz Rakouského díla). Mezinárodní výstava byla otevřena mezi 5. červnem a 7. srpnem 1932, kdy ji navštívilo více než 100 000 návštěvníků. Na této výstavě se dohromady podílelo 33 převážně vídeňských architektů a architektek. Obytný soubor Lainz byl stavěn v letech 1930 až 1932 a nacházel se mezi ulicemi Veitingergasse a Jagdschloßgasse. Josef Frank, autor souhrnného plánu vídeňské kolonie, zde nechal vést mírně zakřivené cesty do centra kolonie, které uprostřed vytvořily malé náměstí.

## Historie
Po první světové válce trpěla Vídeň obrovskou bytovou krizí – malé byty často postrádaly základní hygienické standardy, jako WC, tekoucí vodu či přístup k dennímu světlu. Sociálně demokratická správa města proto v roce 1923 zavedla daň na podporu bytové výstavby, jejíž výnos byl použit na výstavbu 25 000 bytů během pěti let. Prioritou se stala výstavba vícepodlažních nájemních domů se zajištěnými hygienickými podmínkami, dostupným denním světlem a komunitním vybavením. Do roku 1932 vzniklo více než 64 000 nových bytů, čímž se zásadně změnila bytová kultura města.

### Přípravy a plánování
Modelová kolonie Werkbundu vznikla v letech 1930–1932 ve 13. vídeňském obvodu Hietzing pod vedením Josefa Franka, významného představitele druhé vídeňské moderny. Tvořilo ji 70 rodinných domů od 33 architektů, které měly v rámci výstavy představit moderní bydlení a nové typy sídlištní výstavby. Projekt se původně plánoval v Favoritenu, ale nakonec byl přesunut do vilové čtvrti Lainz, což vedlo k přepracování návrhů a zaměření na rodinné domy se zahradami, financované společností GESIBA. Přestože byla výstava v roce 1932 velkým úspěchem s více než 100 000 návštěvníky, hospodářská a politická krize zabránila širšímu vlivu kolonie na budoucí architekturu.

### Výstava 1932
Slavnostní otevření kolonie Werkbundu ve Vídni proběhlo 4. června 1932 za účasti mezinárodních hostů, diplomatů i zástupců médií, s projevy předsedy Werkbundu Hermanna Neubachera, starosty Karla Seitze a spolkového prezidenta Wilhelma Miklase. Výstavu během osmi týdnů navštívilo přes 100 000 lidí, konaly se stovky prohlídek a kolonie se stala středobodem veřejné debaty o moderním bydlení. Média přenášela slavnost i rozhovory s architekty, což vedlo k široké diskuzi a přezdívkám jako "sada barviček" či "vesnice pro trpaslíky". Kritici kolonii vyčítali drahé domy a malé kuchyně, naopak zastánci oceňovali rozmanitost, kvalitu návrhů i nový způsob vnímání moderního bydlení.

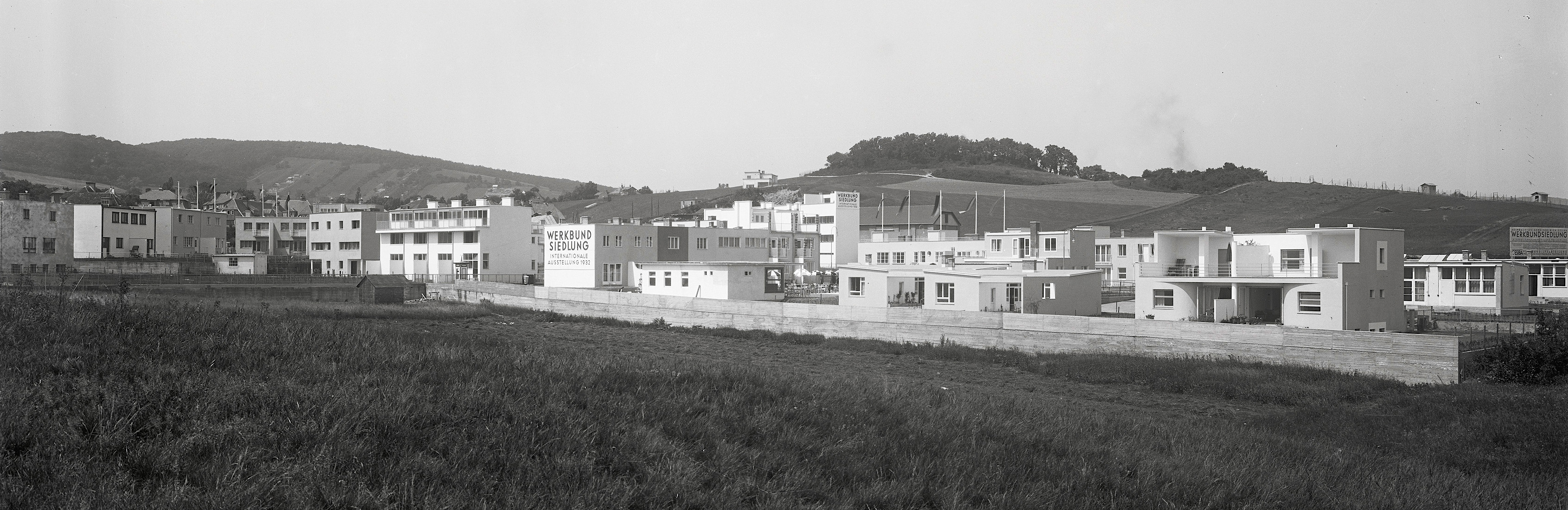
Dobová fotografie kolonie

### Rekonstrukce
Pro pronájmu zbylých domů po skončení výstavy další zásadní změna podoby proběhla na jaře 1945, kdy pumy poškodili několik domů a 6 jich dokonce zničili. Ty poté byli nahrazený novými. Další změna označovaná jako "První generální rekonstrukce" proběhla mezi roky 1983 a 1985. Tato renovace byla vedena architekty Adolfem Krischanitzem a Ottou Kapfingerem.

### Dnešní podoba
Společnost WISEG převzala v roce 2011 správu a údržbu kolonie Werkbundu ve Vídni. Rekonstrukce, zahájená na konci roku 2010, ukázala rozsah a význam projektu, jehož architektonickou hodnotu si tým postupně uvědomoval. WISEG se aktivně zapojila i do mezinárodní sítě evropských kolonií Werkbundu. Po dokončení rekonstrukce v roce 2016 je správa zaměřena na trvalou péči a ochranu památky podle vzoru kolonie Weißenhof ve Stuttgartu. Význam projektu podtrhlo ocenění „Evropské kulturní dědictví“ udělené v roce 2020, které zároveň představuje závazek dalšího rozvoje a edukace.

## Návrh a řešení kolonie Lainz

### Urbanismus

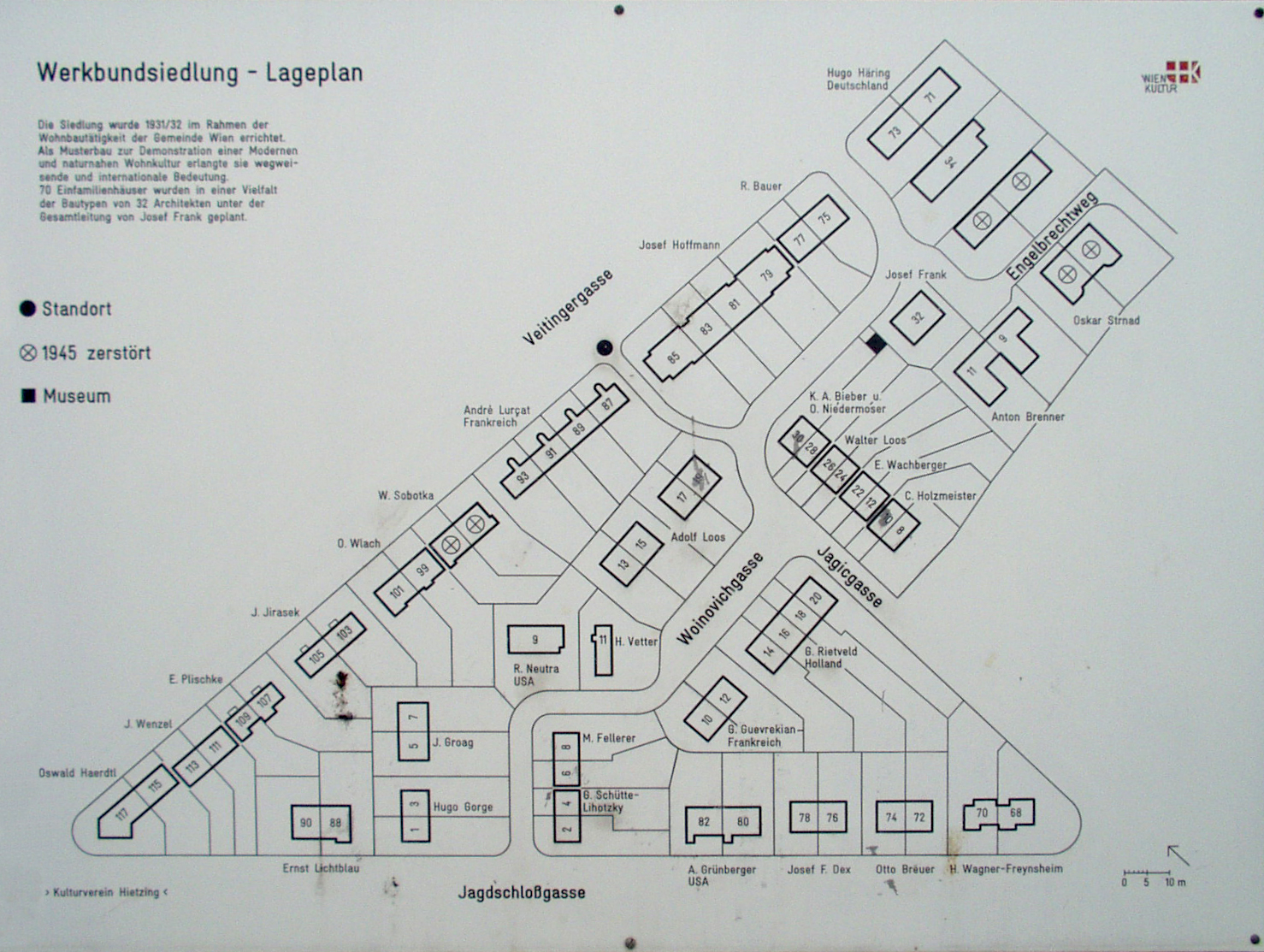
Plánek Obytného souboru Lainz

Plán Vídeňské kolonie Lainz navrhl Josef Frank. V potaz vzal složitý terén i komplexní trav jemu přidělené parcely. Místo určené pro stavbu této výstavy se nacházelo u ulic Veitingergasse a Jagdschloßgass, odkud nechal vést, téměř bez zakřivení, cesty do středu kolonie vytvářející náměstí. Podél jedné z ulic domy vytvářeli dlouhou a přerušovanou řadu. Celý areál je postaven na úpatí kopci Roter Berg. Přestože linie domů, která kolonii ohraničuje a má vzbuzovat kompaktní vzhled osady.
Josef Frank nechtěl, aby kolonie působila uniformně, měla mít charakter výstavy s modelovými domy. Pro jednotně plánovanou osadu by byl býval potřebný zcela odlišný, pravidelný situační plán. Kritika přesto zčásti odsuzovala vesnický ráz tohoto komplexu.

- citováno z webu Werkbudnsiedlung Wien

### Architektura
Josef Frank při návrhu modelové kolonie Werkbundu kladl důraz na funkční půdorysy a moderní kulturu bydlení, nikoli na technické novinky. Prosazoval individuální řešení bez ideologických a estetických dogmat. Důležitá byla i svobodná volba interiéru, který navrhovali sami architekti nebo reformátoři bydlení. Frank se zároveň vědomě vymezoval vůči německému směru – odmítal technické experimenty, racionalizaci a typizaci, které podle něj vedly k neživému a odosobněnému bydlení.
Moderní německá architektura může být věcná, praktická a v zásadě správná, často dokonce půvabná, ale vždycky bude neživá.

- Josef Frank 
Usiloval o jednotný vzhled kolonie, a proto stanovil pravidla pro vzhled domů – jednotné fasády, oplocení, ploché střechy a stavbu z dutinových cihel. Domy měly 3,5 až 5 místností a lišily se hlavně detaily, například typy oken. Barevný koncept malíře László Gábora dodal koloniím osobitost díky pastelovým odstínům, které měly narušit uniformitu.

### Zahradnictví
Většina vchodů domů byl vedena do zahrady, zahradnický koncept byl tedy nedílnou součástí obytného souboru Lainz. Této kolonii se i přezdívalo "Zahradní město", protože předchozí kolonie byli z poválečných důvodů spíše zahrádkářskýma kvůli obživě.
Zahrady byly navrženy střídmě a jednotně, s důrazem na svobodu budoucích majitelů. Místo plotů byly použity živé keře, kamenné cesty vedly napříč pozemkem a pergoly zajišťovaly stín. Některé zahrady navrhli známí zahradní architekti již před výstavou, například Hanny Strauß, Alois Berger nebo Jacques Groag. Klíčovým motivem bylo propojení domu a přírody – jak vyjádřil Oskar Strnad, dům měl plynule přecházet do zahrady, stát se její součástí a žít v harmonii s okolím.

## Evropské kulturní dědictví
Domy v koloniích Werkbundu, postavené mezi světovými válkami, jsou klíčovým svědectvím evropské avantgardy a počátků moderní architektury. Historie kolonií odráží dějinné zlomy Evropy 20. století – od demokratických začátků po diktaturu a studenou válku. Po pádu železné opony byly kolonie opět propojeny v mezinárodní síť. V roce 2020 získaly ocenění Evropské kulturní dědictví a dnes slouží jako most mezi minulostí a budoucností, s cílem přiblížit mladé generaci význam moderní architektury jako společného evropského projektu.